# Дэвис, Кевин
Ке́вин Си́рил Дэ́вис (англ. Kevin Cyril Davies; родился 26 марта 1977 года в Шеффилде, Саут-Йоркшир) — английский футболист и футбольный тренер.

## Клубная карьера

### «Честерфилд»
До 15 лет Дэвис выступал за молодёжную команду «Шеффилд Юнайтед». Затем перешёл в клуб «Честерфилд», в котором быстро пробился в основной состав. Дэвис был одним из ключевых игроков «Честерфилда» в сезоне 1996/97, в котором клуб вышел в полуфинал Кубка Англии. Так, он сделал хет-трик в ворота «Болтона» на «Бернден Парк». В полуфинале «Честерфилд» уступил клубу «Мидлсбро».

### «Саутгемптон»
В мае 1997 года Дэвис перешёл в «Саутгемптон», забив 9 голов в чемпионате, включая гол в ворота «Эвертона» на «Гудисон Парк». Он также забил головой победный гол в ворота «Манчестер Юнайтед».

### «Блэкберн Роверс»
В июле 1998 года Дэвис перешёл в «Блэкберн Роверс» за £7,5 млн (в десять раз больше, чем заплатил за него «Саутгемптон» годом ранее). Однако он забил лишь 1 гол в 21 матче чемпионата за клуб. По итогам сезона 1998/99 «Блэкберн» вылетел из Премьер-лиги.

### Возвращение в «Саутгемптон»
В августе 1999 года Дэвис вернулся в «Саутгемптон». Однако он не смог пробиться в основной состав клуба и чаще выходил на замену. В сезоне 2002/03 он выступал за клуб «Миллуолл».

### «Болтон Уондерерс»
Летом 2003 года Дэвис перешёл в «Болтон Уондерерс». В своём первом сезоне в клубе он забил 10 голов, включая гол престижа в финале Кубка Футбольной лиги в ворота «Мидлсбро» в 2004 году.
За свою карьеру в «Болтоне» Дэвис совершил более 880 фолов, больше, чем любой другой игрок в истории английской Премьер-лиги. Он получил 90 жёлтых карточек в Премьер-лиге (больше жёлтых карточек только у Ли Бойера).
8 ноября 2007 года Дэвис забил гол в ворота мюнхенской «Баварии» на стадионе «Аллианц Арена» в матче Кубка УЕФА. «Болтон» завоевал в этом матче ничью со счётом 2:2.
12 апреля 2008 года Дэвис забил 100-й гол в своей карьере в матче против «Вест Хэма» на стадионе «Рибок». В этом матче он вывихнул палец, однако врачи вправили его и он продолжил игру.
31 января 2009 года Кэвин Дэвис получил капитанскую повязку в «Болтоне», так как прежний капитан Кевин Нолан был продан в «Ньюкасл Юнайтед». В тот же день он забил два гола в ворота «Тоттенхэма» в матче, который завершился победой «Болтона» со счётом 3:2.
В сезоне 2009/10 Дэвис установил рекорд по количеству фолов в сезоне Премьер-лиги, нарушив правила 120 раз. В сезоне 2010/11 он побил этот рекорд, сфолив 121 раз.
26 марта 2013 года Кевин заявил, что не собирается подписывать новый контракт с «Болтоном» и покинет клуб в конце сезона.

## Карьера в сборной
В 2010 году появились слухи, что Дэвис может быть приглашён в сборную Шотландии. Дэвис, однако, категорически отверг любую возможность своего выступления за сборные Шотландии или Уэльса.
В возрасте 33 лет Дэвис был впервые вызван в первую сборную Англии на матч против Черногории. Он вышел на поле во втором тайме, заменив Питера Крауча, и получил жёлтую карточку. Кевин Дэвис в возрасте 33 лет и 200 дней стал самым возрастным дебютантом сборной Англии после Лесли Комптона в 1950 году.

## Достижения
Саутгемптон
- Финалист Кубка Англии: 2002/03

 Болтон Уондерерс
- Финалист Кубка Футбольной лиги: 2004
- Игрок года в клубе «Болтон Уондерерс» (3): 2004, 2008, 2009